# Sergueï Vavilov
Pour les articles homonymes, voir Vavilov.
Sergueï Ivanovitch Vavilov (en russe : Сергей Иванович Вавилов), né le 12 mars 1891 (24 mars dans le calendrier grégorien) à Moscou et mort le 25 janvier 1951 à Moscou, est un physicien russe et soviétique, frère du célèbre généticien Nikolaï Vavilov.
Il est connu pour sa découverte, avec Pavel Tcherenkov, de l'effet Vavilov-Tcherenkov. Il a également été président de l'Académie des sciences d'URSS de juillet 1945 à sa mort.
Il est aussi un des éditeurs principaux de la Grande Encyclopédie soviétique.